# AlphaFold
AlphaFold är en AI-modell för att uppskatta slutresultatet av proteinveckning, det vill säga proteinets 3-dimensionella struktur. Utvecklingen av modellen ledde till 2024 års nobelpris i kemi. Den utvecklades av DeepMind, ett företag som ägs av Alphabet. Modellen beräknar strukturerna med hög noggrannhet, vilket hjälper forskare och utvecklare att förstå hur proteiner fungerar.
AlphaFold används tillsammans med andra metoder för att studera proteiner och deras funktioner, och kan hjälpa till att räkna ut hur proteiner interagerar med varandra och med andra molekyler. Modellen har också väckt uppmärksamhet för sin förmåga att förutsäga tridimensionella strukturer för proteiner med hög noggrannhet, och har använts för att lösa olika biologiska problem och frågeställningar.
AlphaFold är en del av DeepMinds forskningssatsning kring AI, där man utforskar möjligheterna med tekniken och hur den kan användas på olika områden. Målet med forskningen är att bidra till att utveckla AI på ett ansvarsfullt sätt och att hitta sätt att använda tekniken för att lösa viktiga problem och förbättra människors liv.